# آسلوغ

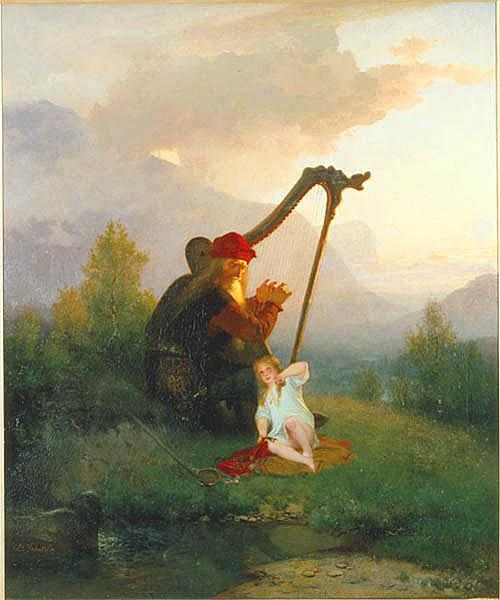
الملك هيمر وآسلوغ

آسلوغ (بالإنجليزية: Aslaug)‏ هي محاربة في القرن التاسع ميلادي تعرف عليها عندما أصبح راغنار لوثبروك تحت إمرة الملك الذي يحمي الآلهة فقام الملك بإرسال راغنار لوثبروك الي الشمال وعندما تفاوضوا طلب ملك الشمال أن يبقى هناك أحد كضمانة له فقام راجنار بأبقاء أخيه رولو.
وعند ذهابهم الي الشجرة الكبيرة لمح أحد أصدقاء راجنار آسلوغ وهي عارية فهناك حدثت مشاكل عندما اتو صديقات آسلوغ وطلبو من راجنار لوثبروك أن ي ستسمح منها فطلب منها أن تأتي عارية ومرتدية ملابسها وجائعة وليست جائعة ووحدها أو معها.
فأتت مرتديه ملابس تظهر ملامح جسمها وتأكل التفاح ومعها كلبها الرائع فهناك حدثت ممارسة الجنس أول مرة فقال له ابنه بيورن لا تفعلها مره أخرى وإلا سأ خبر لاغريثا فا في الثانية قال لي آسلوغ لا لن تفعليها مجددا ف في اليوم الثاني قالت له أن ابنك في بطني ومن هناك تزوجوا: راجنار وآسلوغ.